# Felice di Molfetta

Wappen von Felice di Molfetta

Felice di Molfetta (* 7. April 1940 in Terlizzi, Provinz Bari, Italien) ist ein römisch-katholischer Geistlicher und emeritierter Bischof von Cerignola-Ascoli Satriano.

## Leben
Felice di Molfetta empfing am 29. Juni 1966 das Sakrament der Priesterweihe.
Am 29. April 2000 ernannte ihn Papst Johannes Paul II. zum Bischof von Cerignola-Ascoli Satriano. Der Erzbischof von Otranto, Donato Negro, spendete ihm am 1. Juli desselben Jahres die Bischofsweihe; Mitkonsekratoren waren der Erzbischof von Trani-Barletta-Bisceglie, Giovanni Battista Pichierri, und der Bischof von Oria, Marcello Semeraro. Die Amtseinführung erfolgte am 15. Juli 2000.
Er ist Prior der Komturei Cerignola-Ascoli Satriano des Ritterordens vom Heiligen Grab zu Jerusalem.
Papst Franziskus nahm am 1. Oktober 2015 seinen altersbedingten Rücktritt an.